# Київський комітет РСДРП
Київський комітет РСДРП
На першому з'їзді РСДРП (1898, Мінськ) троє із 9-ти делегатів були з Києва: 
- Вигдорчик Микола (Натан) Абрамович - Київська «Рабочая газета»
- Тучапський Павло Лукич - Київський «Союз боротьби за визволення робітничого класу»
- Ейдельман Борис Львович - Київська «Рабочая газета»

Джерело: http://www.knowbysight.info/2_kpss/06535.asp [Архівовано 26 Вересня 2020 у Wayback Machine.]
На II з'їзді РСДРП (Брюссель-Лондон, 1903) із 57 делегатів два делегати представляли Київський комітет:
- Красіков Петро Ананійович
- Нікітін І. К.